# Pinamar
Pinamar é uma cidade da Argentina, localizada na província de Buenos Aires. Foi inaugurada em 1943 como estância balnear. Tem 25 728 habitantes (2010).